# Stockholms östra

Stockholms östra (Stockholm-Ost) oder Östra Station (Ostbahnhof) ist ein Kopfbahnhof der schwedischen Hauptstadt Stockholm im Stadtteil Östermalm. Der Bahnhof ist der südliche Endpunkt der schmalspurigen Roslagsbana. Der Bahnhof wurde 1932 eröffnet und verfügt über sechs Bahnsteiggleise.

## Gebäude
Das Bahnhofsgebäude wurde vom Stockholmer Architekten Albin Stark geplant und 1931 fertiggestellt. Die Schalterhalle im Erdgeschoss wurde von Stark kreisförmig ausgebildet; von der Halle aus ist ein im 1. Obergeschoss gelegenes Restaurant sichtbar, das über eine schmale Treppe zu erreichen ist. Die Schalterhalle überdeckte Stark mit einer Kuppelkonstruktion, die an die Dachkuppelkonstruktion des 1926–1928 von ihm geschaffenen Kino- und Theatergebäudes Chinateatern in Stockholm-Norrmalm anknüpft. Die Decken beider Geschosse wurden von dem Künstler Ewald Dahlskog mit Gemälden ausgeschmückt, die sich ebenso erhalten haben wie die Originaleinrichtung des Restaurants. Ansonsten besteht der Komplex, der inzwischen denkmalgeschützt ist, aus Wohnungen, Büros und Geschäften.
Unterhalb des Bahnhofs befindet sich die Tunnelbana-Station Tekniska högskolan der Röda linjen, welche den Namen der nahen Königlichen Technische Hochschule trägt, außerdem liegt das Stadion in direkter Nähe des Bahnhofs. Vor dem Bahnhof befindet sich ein Busterminal, an dem Innenstadtbusse, aber auch Busse ins nähere Umland von Stockholm, wie z. B. nach Vaxholm, Norrtälje und Roslagen fahren.
Nach dem Bau der Verlängerung der Roslagsbanan von der Station Universitetet bis T-Centralen soll der Bahnhof aufgegeben werden. Konkrete Planungsarbeiten begannen 2020.